# معاداة إيران

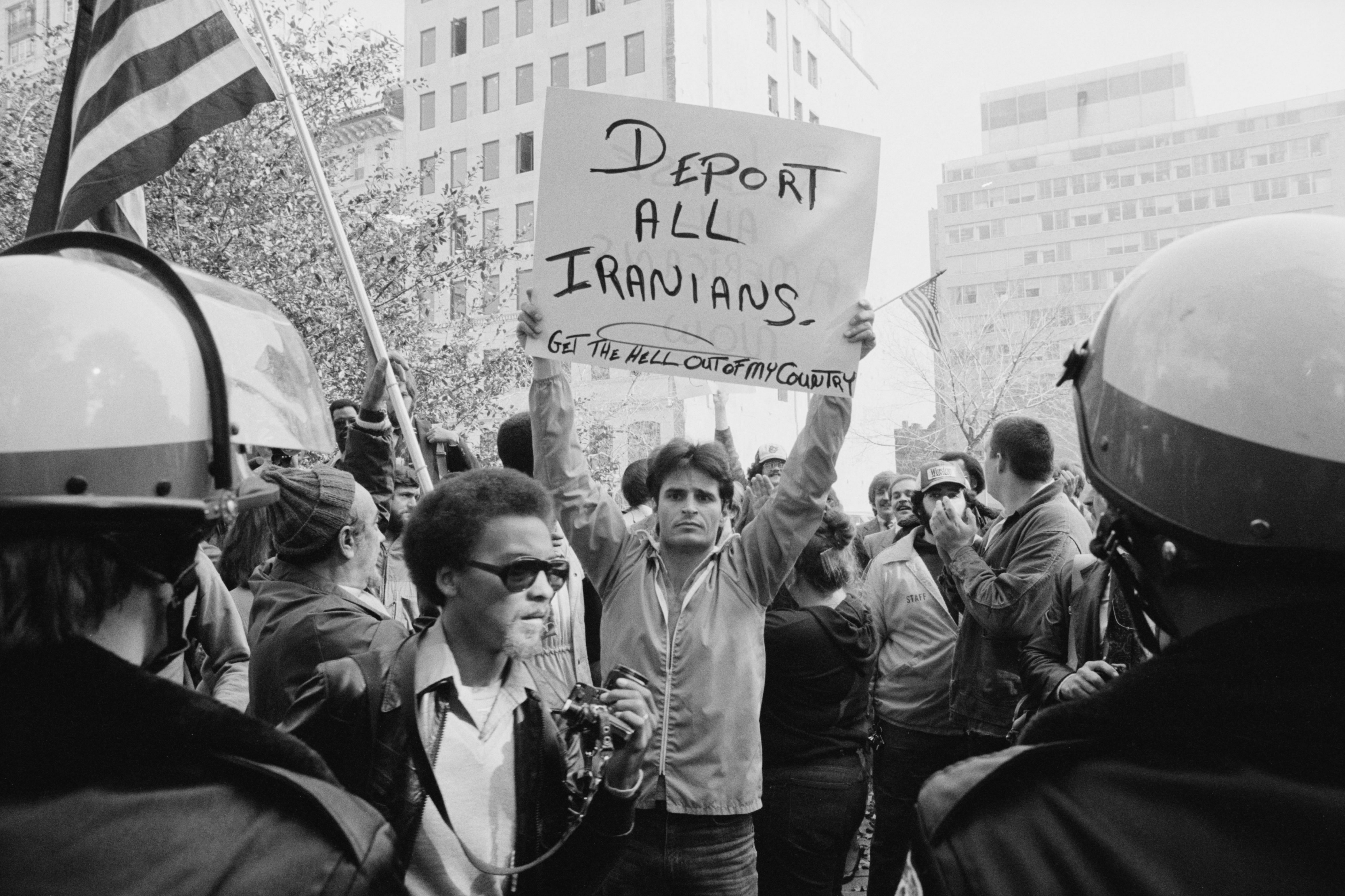
متظاهر أمريكي يخرج لافتة كتب بها "أخرجوا كل الإيرانيين، اخرج الجحيم من وطني." وذلك خلال أزمة الرهائن الأمريكيين في إيران سنة 1979

تتمثل معاداة إيران أو سَتیز مع إيران (بالفارسية: احساسات ضدایرانی, رومنة: ایران ستیزی) أو مشاعر العداء ضد الإيرانيين، التي تُعرف أيضًا بمشاعر العداء ضد الفرس، والخوف من الفرس، والخوف من إيران، بمشاعر وتعابير العداء، أو الحقد، أو التمييز العنصري، أو التحامل تجاه دولة إيران (المعروفة تاريخيًا لدى العرب ببلاد فارس) وثقافتها، وتجاه الأشخاص المرتبطين بعلاقة معهما. إن مصطلح «الخوف من الفرس» ذو معنى معاكس لمصطلح «فارسيفليا» الذي يعني الولع بالفرس.
تاريخيًا، تجلى الإجحاف ضد المواطنين الإيرانيين (خاصةً المواطنين ذوي العرق الفارسي) في البلدان العربية، تحديدًا من بعض العرب عقب الغزو العربي لإيران وانهيار الإمبراطورية الساسانية.

## في العالم العربي

### المصطلح الانتقاصي «عجم»
اشتُقت كلمة «عجم» من الجذر ع-ج-م وتعني «غير واضح، ومُبهم و/أو غير مفهوم»، وهي ذات معنى معاكس لكلمة «عربي» التي تعني «واضح أو مفهوم بلسان عربي فصيح». تعني كلمة عجم «شخص يتمتم» (كند زبانان)، كحال أسماء السلاف العرقية واستخدامهم كلمة «بُكم» عند وصف الألمان. «استُخدمت هذه الكلمة بشكل خاص ضد الفرس»، ويوجد تمييز بين المصطلحين بالفعل في فترتي ما قبل الأدب الإسلامي وأوائله (تمتمة العجم). بيّن كليفورد إدموند بوزورث (عالم إنجليزي مختص بالدراسات العربية والإيرانية) أن «كلمة عجم في الإطار العام هي مصطلح انتقاصي، استُخدم من قبل العرب نظرًا إلى علوهم الاجتماعي والسياسي البديع في فترة أوائل العصر الإسلامي». مع أن المعاجم العربية تشير إلى أن كلمة «عجمي» استُخدمت ضد كل شخص ليس بعربي، فقد استُخدم المصطلح بشكل رئيس ضد المواطنين الفرس.

### ألفاظ انتقاصية أخرى
يستعمل بعض أهل السنة العرب ألفاظًا انتقاصية ضد الفرس مثل «عبدة النار»، و«المجوس» التي تشير إلى معتنقي الديانة الزرادشتية.

### الحركة المناهضة للإيرانيين في فترة أوائل العصر الإسلامي
صرح الاقتصادي الأمريكي والمختص بأبحاث الشرق الأوسط باتريك كلاوسون بأن «الفرس اغتاظوا من الخلافة الأموية. بزغت الخلافة الأموية من الأرستقراطية العربية المتوارثة، إذ نزع الأمويون إلى التنّاسب مع بقية القبائل العربية بغية إنشاء تداخل عرقي هدفه تمييز المواطنين الأعراب من الفرس. وقد أضرت القبائل العربية المواطنين الفرس على الرغم من تبنيهم البيروقراطية الفارسية المتوارثة».

يطالب الكثير من المسلمين العرب بوجوب منع المواطنين الفرس ذوي المعتقدات المخالفة للإسلام من ارتداء الزي الإسلامي، إذ تُعد هذه خطوة مهمة من ضمن خطوات عديدة اتُبعت من قبل العرب لتمييز العرب عن الفرس. أرسل الخليفة معاوية كتابًا مشهورًا له يخاطب فيه زياد بن أبيه، حاكم العراق في تلك الفترة، قائلًا:
كُن يقظ البال على الرعايا الموالين (غير العرب) والعجم المنضمين للإسلام حديثًا وعاملهم بنفس الطريقة التي عاملهم بها الخليفة الثاني عمر بن الخطاب لأن غير ذلك يُعد تعاملًا غير إنساني وإذلالًا لهم. واسمح للعرب بالزواج من نسائهم ولكن لا تسمح لنسائهم بالزواج من الرجال العرب. اسمح للعرب بأن يستورثوهم ولا تسمح لهم أن يستورثوا العرب. قتت معيشتهم ومنافعهم، واجعلهم في الخطوط الأمامية في الحروب، واجعلهم يحمون الطرق، ويُقطّعون الأشجار، ولا تدع أحدًا منهم إمام جماعة على العرب في الصلاة، ولا تجعل أي أحد منهم في الخط الأمامي لصلاة الجماعة بدلًا من العرب، إلا في حالة عدم اكتمال الخط الأمامي بالمصلين العرب. ولا تضع أيًا منهم حاكمًا على حدود المسلمين، ولا تضع أحدًا منهم واليًا على أي مدينة عربية. لا يجب منح أحد منهم صلاحية إصدار القرارات والقوانين لأن هذه الصلاحيات والإمكانيات كانت من اختصاص الخليفة الثاني عُمر بن الخطاب. نسألُ الله أن يجازيه خير الجزاء نيابةً عن أمة محمد وتحديدًا عن بني أُمية ..

 معاوية بن أبي سفيان
وُثقت المعاملة السيئة التي تعرض لها الشعب الفارسي والقبائل غير العربية خلال الفترة الأولى من العصر الإسلامي بصورة رسمية. عُومل الكثير من الموالين (المسلمين غير العرب) على هيئة مواطنين عرب يتمتعون بمواقع إدارية مفضلة مساوية للمواقع التي يشغلها العرب المسلمون، إلا أن هذا لم يمنع تعرضهم للتحيز الثقافي بل وعوملوا في بعض الأحيان كما يُعامل العبيد. طبقًا للمصادر الخاصة بتلك الفترة، كانت المعاملة السيئة التي يتعرض له الموالون نظامًا عامًا. لم يتبوؤوا أي مناصب حكومية في ظل فترة حكم بني أمية. حتى أن بعض التقارير التاريخية بينت أن الموالين مُنعوا من قبل كل من العرب وخلافة بني أمية من الحصول على كُنية، وذلك لأن العرب فقط من يُسمح لهم بامتلاك الكُنية. وطُولبوا أيضًا بدفع ضرائب نتيجة انضمامهم إلى العرب.
خلال العصور الأولى من الإسلام حين كانت الإمبراطورية الإسلامية مملكة عربية حقيقة، حصل كل من الفرس ومواطني آسيا الوسطى وبعض المواطنين ذوي الأصول غير العربية الذين انضموا إلى الدين الإسلامي بأعداد متزايدة أمثال الموالين أو «التوابع» لبعض القبائل والعشائر العربية، خلال فترة حياتهم مع العرب على حالة اجتماعية اقتصادية عنصرية مهينة مقارنة بالمسلمين ذوي الأصول العربية، مع أن بعض الموالين تمكنوا من الحصول على معيشة أفضل من الرعايا غير المسلمين التابعين للإمبراطورية الإسلامية الملقبين بأهل الذمة («أصحاب الميثاق»). على سبيل المثال، يدفع الموالون في بعض الأحيان ضرائب استثنائية، مثل الجزية (ضريبة الفرد) والخراج (ضريبة الأرض)، تُفرض على أتباع الديانة الزرادشتية وبعض الرعايا غير المسلمين. في المقابل، لم يكن العرب مطالبين بدفع مثل هذه الضرائب.

-فرهاد دفتري،